# Priredje
Prirédje je zveza dveh ali več enakovrednih stavkov. Priredje, sestavljeno iz natanko dveh stavkov, je zaprto priredje, priredje iz več stavkov pa odprto priredje. Stopnjevalno priredje vrste ne samo – ampak tudi je vedno zaprto priredje, prav tako tudi protivno, pojasnjevalno ter posledično oz. sklepalno priredje. Odprta priredja pa so vezalno, stopnjevalno priredje vrste ne – ne (– ne) in ločno priredje oblike (ali) – ali

## Vrste priredij
- Vezalno priredje je zveza dveh ali več enakovrednih stavkov, ki izražajo soobstajanje, zaporedje ali sočasnost. Vezniki so: in, pa, ter. Vejice ni.
- Stopnjevalno priredje je zveza dveh ali več enakovrednih stavkov. Dopolnjujoči stavek stopnjuje neko dejanje iz osnovnega stavka. Veznika sta: ne le, temveč tudi. Vejica loči osnovni in dopolnjujoči stavek.
- Ločno priredje je zveza dveh ali več enakovrednih stavkov. Dopolnjujoči stavek nam ponudi izbiro iz osnovnega stavka. Veznika sta: ali, ali-ali. Vejice ni.
- Protivno priredje je zveza dveh ali več enakovrednih stavkov. Dopolnjujoči stavek nasprotuje trditvi iz osnovnega stavka. Vezniki so: a, toda, vendar, pa, ampak, temveč, samo, marveč. Vejica loči osnovni in dopolnjujoči stavek.
- Pojasnjevalno priredje je zveza dveh ali več enakovrednih stavkov. Dopolnjujoči stavek nam pojasni nek dogodek iz osnovnega stavka. Vezniki so: saj, kajti, namreč, zakaj, to je. Vejica loči osnovni in dopolnjujoči stavek.
- Posledično priredje je zveza posledice in vzroka. vezniške besede so: Veznik je: zato, zatorej. Vejica loči osnovni in dopolnjujoči stavek.

- Sklepalno priredje je zveza dveh ali več enakovrednih stavkov. Dopolnjujoči stavek je sklep nečesa iz osnovnega stavka. Vezniki so: torej, zatorej, potemtakem. Vejica loči osnovni in dopolnjujoči stavek.